# دانيال ناثانز
دانيال ناثانز (بالإنجليزية: Daniel Nathans)‏ ـ ( 30 أكتوبر 1928- 16 نوفمبر 1999)عالم أحياء دقيقة أمريكي حصل على جائزة نوبل في الطب عام 1978 بالاشتراك مع السويسري فرنر أربر والأمريكي هاملتون سميث لاكتشافهم إنزيمات الاقتطاع.
دانيال ناثانز هو الأصغر من بين تسعة أبناء لأبوين يهوديين روسيين هاجرا إلى الولايات المتحدة. ولد سنة 1928 في ويلمينغتون بولاية ديلاوير. وتعرض أبوه ـ الذي كان يدير مشروعاً صغيراً خاصاً به ـ للإفلاس إبان حقبة الكساد العظيم فظل بلا عمل لفترة طويلة من الزمن.
التحق دانيال ناثانز بالمدارس الأهلية ثم بجامعة ديلاوير حيث درس الكيمياء والفلسفة والأدب. وفي سنة 1954 حصل ناثانز على درجته الطبية من جامعة واشنطن في سانت لويس بولاية ميسوري.
حصل ناثانز على ميدالية العلوم الوطنية سنة 1993، وتولى رئاسة جامعة جونز هوبكنز في بالتيمور بولاية ماريلاند في العامين 1995 و1996.
وفي عام 1999 أعلنت مدرسة الطب بجامعة جونز هوبكنز عن إنشاء معهد ماكوسيك ـ ناثانز لطب الوراثة، والذي سمي بهذا الاسم تكريماً لناثانز (بعد وفاته) وفيكتور ماكوسيك (الذي كان حينها ما يزال على قيد الحياة). وفي سنة 2005 أطلقت مدرسة الطب اسم ناثانز على إحدى كلياتها الأربع.

## وصلات خارجية
- دانيال ناثانز على موقع الموسوعة البريطانية (الإنجليزية)
- دانيال ناثانز على موقع مونزينجر (الألمانية)
- دانيال ناثانز على موقع إن إن دي بي (الإنجليزية)
- السيرة الذاتية لناثانز بقلمه على موقع مؤسسة نوبل عنوان الوصلة